# Orbione digitata
Orbione digitata är en kräftdjursart som beskrevs av M. Bourdon1982. Orbione digitata ingår i släktet Orbione och familjen Bopyridae. Inga underarter finns listade i Catalogue of Life.